# Фортузи, Индрит
Индрит Шабан Фортузи (алб. Indrit Shaban Fortuzi; род. 23 ноября 1973, Тирана) — албанский футболист, игравший на позиции нападающего. Со 167 забитыми голами входит в десятку лучших бомбардиров чемпионата Албании за всю историю существования турнира.

## Клубная карьера
Профессиональную карьеру начал в 1990 году в тиранском «Динамо». В 1993 году перешёл в другой столичный клуб - «Тирана», где за 5 лет трижды становился национальным чемпионом. В 1998 году подписал контракт с греческой командой «Аполлон Смирнис». Через 2 года вновь вернулся в «Тирану» и помог клубу еще дважды выиграть национальное первенство. С 2005 по 2007 года был в составе «Ираклиса». Карьеру футболиста завершил в сезоне 2007/08 в «Тиране».

## Карьера в сборной
В составе национальной сборной Албании дебютировал 3 июня 1992 года в квалификации на Чемпионат мира 1994 против сборной Литвы (1:0). Всего за сборную Фортузи провёл 25 матчей и забил 1 гол.

### Гол за сборную
| Дата          | Место                         | Соперник  | Счёт | результат | Турнир                  |
| ------------- | ----------------------------- | --------- | ---- | --------- | ----------------------- |
| 7 января 2002 | Национальный стадион, Эр-Рифа | Финляндия | 1-1  | 1-1       | Бахрейнский турнир 2002 |

## Достижения

### Тирана
- Чемпион Албании: 1994/95, 1995/96, 1996/97, 2002/03, 2003/04

## Личная жизнь
Женат и имеет двух детей.